# Лафаєтт (Луїзіана)
Лафаєтт (англ. Lafayette) — місто (англ. city) в США, в окрузі Лафаєтт штату Луїзіана. Населення — 121 374 особи (2020).

## Географія
Лафаєтт розташований за координатами 30°12′42″ пн. ш. 92°1′53″ зх. д. / 30.21167° пн. ш. 92.03139° зх. д. (30.211573, -92.031394).  За даними Бюро перепису населення США в 2010 році місто мало площу 127,83 км², з яких 127,51 км² — суходіл та 0,32 км² — водойми. В 2017 році площа становила 143,20 км², з яких 142,94 км² — суходіл та 0,26 км² — водойми.

## Демографія
Згідно з переписом 2010 року, у місті мешкали 120 623 особи в 49 444 домогосподарствах у складі 28 682 родин. Густота населення становила 944 особи/км².  Було 53356 помешкань (417/км²).
Расовий склад населення:
| - 63,8 % — білих - 31,1 % — чорних або афроамериканців - 1,8 % — азіатів - 0,3 % — корінних американців - 1,3 % — осіб інших рас |

До двох чи більше рас належало 1,7 %. Частка іспаномовних становила 3,8 % від усіх жителів.
За віковим діапазоном населення розподілялося таким чином: 21,8 % — особи молодші 18 років, 66,5 % — особи у віці 18—64 років, 11,7 % — особи у віці 65 років та старші. Медіана віку мешканця становила 33,2 року. На 100 осіб жіночої статі у місті припадало 94,4 чоловіків;  на 100 жінок у віці від 18 років та старших — 92,2 чоловіків також старших 18 років.
Середній дохід на одне домашнє господарство  становив 71 099 доларів США (медіана — 46 517), а середній дохід на одну сім'ю — 92 729 доларів (медіана — 64 805). Медіана доходів становила 50 667 доларів для чоловіків та 32 646 доларів для жінок. За межею бідності перебувало 19,1 % осіб, у тому числі 25,1 % дітей у віці до 18 років та 11,1 % осіб у віці 65 років та старших.
Цивільне працевлаштоване населення становило 63 656 осіб. Основні галузі зайнятості: освіта, охорона здоров'я та соціальна допомога — 22,7 %, мистецтво, розваги та відпочинок — 14,4 %, науковці, спеціалісти, менеджери — 11,8 %, роздрібна торгівля — 11,3 %.